# Raja Sinha II
Raja Sinha II (Maha Astana, Mahastana, 1608-6 de desembre de 1687) fou rei d'Uda Rata del 1635 al 25 de novembre de 1687. Era fill de Dona Catherina (Kusumasana Devi) i Senarat.

## Biografia

### Pujada al tron
El rei Senerat va morir el 1636 i Maha Astana (que tenia uns 28 anys) va pujar al tron com Raja Sinha II. Inicialment volia la pau però com que l'oficial portuguès de Batticaloa va donar suport a uns rebels contra el rei, ho va reconsiderar. Es va orientar cap als holandesos que ara estaven fermament establerts a Pulicat (Índia) i el 9 de setembre de 1637 els va oferir un dels seus ports a canvi de l'ajut contra els portuguesos. Els holandesos van acceptar donar aquesta assistència el 19 de novembre de 1637 però a canvi del monopoli del comerç de canyella.
El capità Diogo de Melo es va alarmar però ara el nou rei no volia parlar amb ell. De Melo havia intentat donar suport a Wijaya Pala (Vijaya Pala sub-rei de Matale) per reclamar el tron suprem i ara altre cop li va escriure i va definir als holandesos com a rebels al rei de Portugal (el rei de les Espanyes i els Països Baixos), pirates reconeguts a tota l'Índia i odiats per tots els reis i senyors indis, i li demanava actuar. Mentre els holandesos havien arribat a un acord amb Raja Sinha i van retornar a l'índia (a Pulicat) amb tres ambaixadors holandesos que després de diverses gestions van retornar a l'illa el 2 d'abril de 1638 amb tres vaixells manats pel comandant Wilhelm Jacobsz Coster. En aquest temps s'havia produït un greu incident a l'illa: els portuguesos van confiscar un elefant que el rei havia regalat a un comerciant portuguès i en revenja el rei va confiscar dos cavalls que el governador havia enviat per ser venuts al regne: el rei va assegurar que retornaria els cavalls tan aviat com l'elefant fos restituït; això va enervar al governador que va aprofitar l'arribada d'un contingent de soldats des de Malaca per mobilitzar 900 soldats, 500 lascarins i un nombre de topasses, canaresos i kafirs per envair el regne.

### Derrota i mort de Diogo de Melo
El rei va enviar al franciscà de la seva cort per fer desistir a de Melo, que no li va fer cas i va entrar altre cop a la capital del regne sense oposició, va cremar el palau i el temple i es va retirar a Balane. Va passar la nit a Gannoruwa i l'endemà va travessar el riu; els soldats estaven cansats i tenien gana i Raja Sinha II va veure la seva oportunitat i els va bloquejar la ruta cap a Senkadagala atacant-los des de la selva de la rodalia; els portuguesos no podien aconseguir aigua del riu més que amb molts esforços. Finalment el 28 de març de 1638 els portuguesos van intentar la retirada a través del riu i es va lliurar la batalla dita de Gannoruwa, que fou la darrera gran batalla dels singalesos; els lascarins, que estaven al càrrec de l'equip, foren atacats i van quedar separats de la resta; una part va fugir i l'altra es va poder reunir a la resta dirigint-se als turons de Kiriwat Talawa però es van trobar rodejats; De Melo va demanar un armistici, però les ordres del rei eren de no tractar amb els portuguesos sota pena de mort. Quan va començar l'atac els singalesos van actuar amb decisió i tots els enemics foren massacrats. 33 portuguesos es van salvar (a més dels kafirs que van quedar al cim d'un turó i els canareos que van ser sobrepassats). De Melo devia morir però el seu cos no va poder ser trobat (només la seva espasa).

### Conquesta holandesa de Batticaloa
El 10 de maig de 1638 l'almirall Adam Van Westerwold es va unir a Coster a Batticaloa amb més vaixells. Raja Sinha va tornar quatre dies més tard amb 15.000 homes deixant a Wijaya Pala amb la resta de les forces prop de Colombo. El 18 de maig de 1638 forces combinades van atacar les posicions portugueses de Batticoloa i després de 4 hores de bombardeig la guarnició es va rendir. El 23 de maig es va signar un tractat entre Raja Sinha II "Emperador i rei de Ceilan i Candia" i Adam Van Westerwold representant de la Il·lustre Alta Potència de les Províncies Unides dels Països Baixos i l'excel·lentíssim Príncep Frederic Enric d'Orange; el rei reconeixia als holandesos com amics, aliats i protectors; el botí capturat a les posicions portugueses es repartiria per meitat i serien ocupades per guarnicions amb suficient artilleria; els holandesos rebien facilitats per magatzems però no podien iniciar hostilitats sense consulta al rei; la llibertat de comerç pels holandesos seria total amb monopoli per la canyella, pebre, cera i ivori mentre el rei tenia el monopoli dels elefants però amb dret dels holandesos a comprar tants animals com altres. Es van establir diverses disposicions sobre extraterritorialitat, lliure circulació, extradició de criminals i es va prohibir tota relació amb els portuguesos, declarats enemics eterns dels dos estats, quedant prohibida l'entrada al país de sacerdots catòlics.
El 4 de juny de 1638 Westerwold i la seva flota van marxar cap a Batàvia amb dos ambaixadors singalesos. El governador general Anthony Van Diemen va dirigir una carta al rei amb el tractament de Gran i Poderós Radio Singha, emperador de l'illa de Ceilan, rei de Kandy, de Kotte, de Seytabaka, Dambadoney, Anarrajapore, Jaffnapatam; príncep d'Uva, Matura, Dinavaco, Quatre Codis; Gran Duc de Set Codis; Comte de Cotenwe, Trinquemale, Batacalo, Vilacam, Vintana, Dumbra, Pandjapato, Hewerta, Putalon, Balane, Gaele, Beligaon, Calature, Columbo, Negumbo, Chilao, Madampe, Calpety, Aripature, Manaer; senyor de les pesques de perles, gemmes i del Sol daurat." 

### Annexió d'Uwa
Dom Antonio Mascarenhas fou enviat des de l'Índia com a governador i totes les forces portugueses foren destinades a la defensa de Ceilan. Els portuguesos van recuperar Menikkadawara. Mentre a Ceilan el rei Kumara Sinha va morir i Raja Sinha II va prendre possessió del seu principat d'Uwa sense compartir res amb el seu germà Wijaya Pala, com aquest demanava. Això va empènyer a Wijaya a la guerra (setembre de 1638) però Wijaya, que disposava de 8000 homes, fou derrotat i fet presoner, quedant en residència vigilada a Senkadagala.

### Conquesta holandesa de Trincomalee i Negombo
A principis de 1639 Anthony Caen va arribar a l'illa amb una flota; enlloc d'atacar Colombo (com volia el rei) van atacar i ocupar el fort de Trincomalee que es va rendir (maig de 1639). Una altra flota va arribar el desembre amb 1500 soldats sota comandament del director general Philip Lucaszoon, que van desembarcar a Negombo, i foren atacats pels portuguesos i encara que inicialment els holandesos foren rebutjats finalment van aconseguir la victòria i els portuguesos foren rebutjats. L'exèrcit de Raja Sinha II va arribar tot seguit i junts van assetjar Negombo (6 de febrer de 1640) que fou presa per assalt al cap de tres dies; el lloc va quedar pels holandesos que van reforçar les fortificacions. Els singalesos volien arrasar el lloc i com que els holandesos no ho van permetre el rei es va retirar i no va voler tornar a parlar amb Lucaszoon (13 de febrer).

### Conquesta holandesa de Galle
Santa Cruz de Galle, el fort portuguès del sud, va rebre reforços des de Colombo. Els holandesos van desembarcar a la badia. El 13 de març es va produir l'assalt que els portuguesos no van rebutjar i a més van perdre un centenar d'homes. Tots els capturats foren executats o enviats als vaixells holandesos que van sortir cap a Batàvia. La meitat del botí fou donat al rei. Els canaresos i els kafirs van passar al servei dels holandesos i els presoners singalesos entregats al rei. Els soldats holandesos es van poder casar amb dones singaleses o mestisses. El capità Walraven de St. Amant fou nomenat governador de la fortalesa amb una guarnició de 196 homes. Coster també es va establir a Galle en qualitat de President de la Companyia.
La pèrdua de Galle va provocar en els portuguesos una gran preocupació; es va parlar d'abandonar també Colombo, però es va decidir que no, i totes les forces foren concentrades allí i es van enviar reforços de l'Índia. Coster va decidir anar a visitar el rei a Senkadagala el 17 de juliol de 1640. Allí es van produir alguns incidents: el traductor de Coster fou arrestat mentre intentava parlar amb Wijaya Pala; el rei va retornar un retrat del príncep d'Orange sense donar cap explicació; la cort singalesa va mostrar una gran fredor cap a Coster. Aquest no obstant va seguir amb el seu pla, i va demanar al rei la canyella, pebre i cera pel proper viatge com a pagament dels serveis holandesos (tal com establia el tractat); també va demanar la llibertat de comerç promesa; a alguns pobles de les rodalies de Galle pel manteniment dels soldats holandesos i que es donessin instruccions al disawa reial per fer els subministraments de manera regular; i l'establiment d'una seca i l'entrega als holandesos de terrenys per establir un magatzem a Kottiyar. El rei va dir que alguna cosa no s'havia complert per la pobresa del país o en el cas de Galle per la devastació de la zona mentre que altres s'estaven complint fins on era possible i que els donaria alguns pobles; sobre la seca calia estudiar-ho perquè les monedes portugueses trobades estaven molt depreciades.
Coster va saber que alguns reis indis havien enviat delegats al rei oferint ajut, i va preguntar al sobirà sobre el tema; va contestar que l'ajut estava destinat només a la conquesta de Colombo però el rei va dir que no podria fer aquest atac almenys fins al cap de tres anys per la situació del país. Després va donar permís a Coster per sortir del país. Pel camí l'holandès va cometre alguns abusos i finalment es va mostrar extremament impertinent al arribar a Nilgala i demanar llet que van demorar en servir-li; les seves queixes i cops al mudaliyar van provocar un tumult que li va costar la vida. Thyssen, el comandant de Batticaloa, va rebre excuses del rei (8 de setembre). En els mesos següents els portuguesos van perdre posicions i cada vegada la seva situació era més dolenta a tot l'Orient.

### Contraatac portuguès de Felipe Mascarenhas
João da Silva Telo e Meneses, comte de Aveiras, va arribar a Goa com a virrei (24 de setembre de 1640 a 30 de desembre de 1645) i va veure que la situació era desesperada a Ceilan i que seria perduda si no s'enviava ajut immediat. Felipe Mascarenhas va agafar la tasca; el seu nomenament era a més el més acceptable pel seu germà Antonio Mascarenhas, fins aleshores governador. Dom Felipe, poc després d'arribar, va conquerir Negombo (9 de novembre de 1640) i va derrotar l'exèrcit singalès de la rodalia. Raja Sinha II es va retirar a Senkadagala i tota la costa des de Colombo a Galle es va declarar pels portuguesos; els holandesos van veure els fets amb preocupació, doncs si perdien la província de Matara perdrien el comerç de canyella. Galle mateix fou amenaçada. Trincomalee i Negombo tenien guarnició holandesa tot i l'oposició reial. Els portuguesos van entrar als districtes de Quatre Korales i Set Korales però només van poder devastar la zona.

### Darrer intent de Wijaya Pala
Mentre Wijaya Pala es va escapar i es va revoltar; la revolta va fracassar i el rebel va acabar marxant a Goa. Raja Sinha II es va lliurar d'un parent i rival i li va permetre aviat ocupar (o reocupar) el districte de Matale.

### Arranjament del tractat
L'octubre de 1641 els ambaixadors del rei enviats a Batàvia i es van arranjar discordances entre les partes entre el tractat signat a Batticaloa i el que presentaven els holandesos que havia estat alterat. També es van intentar arranjar divergències entre els dos estats i es va discutir sobre el futur de Colombo (el rei exigia que fos arrasat) i sobre forts (els holandesos volien quatre forts amb guarnició holandesa).

### Restauració de la independència de Portugal i pau amb Holanda
En aquests anys Richelieu havia convertit França en un regne poderós i el 1640 una revolució a Portugal va posar fi a 60 anys de jou dels espanyols i va establir la dinastia de Bragança amb el rei João IV. Holanda va rebre la revolució amb satisfacció i va planejar signar la pau amb el nou govern, pau que es va signar el 12 de juny de 1641 i va entrar en vigor a les Índies Orientals un any després. La pau era per deu anys i cada part es quedava amb el que tenia en el moment de la signatura; els aliats de cada part entraven també en l'acord. No obstant a Ceilan hi va haver discussions per la delimitació del territori de la fortalesa de Galle i va costar una mica arranjar el tema. L'11 de maig de 1643 un cos de 200 portuguesos fou atacat per holandesos a Akuressa, però els atacants van acabar fugint en desbandada deixant un centenar de morts i 50 presoners; els seus caps Van der Laen i Doncq foren enviats a Batàvia per ser jutjats.

### Disputa sobre Galle
Poc després Francois Carron, va arribar a Galle amb 1400 holandesos i va atacar als 500 portuguesos de la rodalia però al cap d'una setmana de lluita els atacants van desistir per ser massa perillós i Carron va marxar a Negombo on va arribar el 7 de gener de 1644. Mascarenhas va anar allí amb 550 portuguesos i va atacar als holandesos però foren rebutjats pel superior nombre de l'enemic; el propi Mascarenhas va caure amb no menys de 9 trets i els seus homes que restaven es van retirar cap a la fortalesa; van intentar una resistència desesperada; una pluja de pólvora va rebre els holandesos que, això no obstant, es van obrir pas; el capità portuguès va morir amb les armes a la mà i la resta dels seus companys van ser mots o foren fets presoners. Els holandesos, amb 2000 homes de Raja Sinha, van marxar llavors per terra cap a Colombo però la resistència a la riba sud del Kelani Ganga (ocupada pels portuguesos) els va fer retornar a Negombo d'on Carron va sortir per mar el 18 de març de 1644 deixant a la fortalesa una guarnició de 500 homes.
Portugal va enviar reforços des de la l'Índia augmentant l'exèrcit a 1300 homes. Un nou atac portuguès a Negombo es va produir el juny de 1644 i després d'un mes de setge es va intentar l'assalt però uns 600 atacants van morir i la resta, uns 400, van retornar a Colombo desmoralitzats. Per sort per a ells el 10 de gener de 1645 els termes discutits de la pau van arribar al final (cada part es quedava en el territori que estava de facto en les seves mans) i els portuguesos van gaudir així d'una nova treva.

### Conflicte entre Holanda i Raja Sinha II
Després de la pau van sorgir conflictes amb Raja Sinha II. Els holandesos pretenien establir-se a Set Korales contra la voluntat del rei i havien establert una guarnició a Pannara. El 13 de maig de 1646 Adrian Van der Stel, abans governador (cap superior) de Maurici (1639-1645), va deixar Negombo per anar a Pannara amb 150 homes. Tres dies després el rei van arribar a la zona per protestar i oferir escortar als holandesos cap a Negombo. Van der Steel hi va tenir un incident i les dues parts van xocar. Van der Steel va morir en combat i el seu cap fou entregat a la guarnició de Pannara a la qual poc després el rei va convidar a rendir-se, i ho feu l'endemà.
Després d'una reacció inicial els holandesos van veure que estaven equivocats i van oferir negociacions; el rei va tardar sis mesos a respondre i el juliol de 1647 va cridar als holandesos a la cort. Van passar mesos (1648-1649) i no es van fer progressos i el juliol de 1649 semblava propera una solució; però llavors Maatsuyker, successor de Thyssen a Galle, va escriure a Batàvia que l'única manera de tractar al rei era emprant la força. Això va fer impossible l'acord però la pau es va mantenir. La pau també va servir als portuguesos per posar ordre a l'administració i quan la treva amb Holanda es va acabar (octubre de 1652) es van començar a produir xocs que culminaran amb el setge i conquesta de Colombo el 1656 en la que el rei Raja Sinha II va participar com a sobirà teòric. Però el rei es va disgustar quan no es va consultar amb ell els termes de la rendició de la ciutat. Uns dies després les tropes singaleses es van retirar i les relacions amb els holandesos es van trencar; el comerç dels habitants de la rodalia de Colombo amb els estrangers fou prohibit pel rei.
Al cap de poc temps els holandesos van començar a ser afectats per la fam. Van esclatar malalties i epidèmies i entre 20 i 30 persones morien cada dia. Molts portuguesos i lascarins es van passar al rei Raja Sinha II. Els holandesos van reforçar les defenses de la ciutat abandonat dos terços d'aquesta i concentrant-se a l'entorn del convent dels Agustins.
Hi va haver disturbis a tota la costa, i el cultiu de canyella es va veure seriosament obstaculitzat. Els holandesos van decidir enviar una carta de submissió al rei demanant la restauració de les antigues bones relacions i li van oferir l'entrega de Negombo; Van der Meyden li va preguntar quin altra cosa voldria i oferint entregar-la amb molt de gust. El rei va contestar "vull propostes, no endevinalles". Les tropes del rei van atacar posicions de la Companyia Holandesa de les Índies Orientals. Finalment els holandesos de Colombo van decidir sortir de la ciutat i van atacar a les forces reials. Raja Sinha II es va retirar a Ruwanella. Després els holandesos van conquerir Jaffna (1658).

### Holanda domina Ceilan
La Companyia Holandesa de les Índies Orientals va estendre el seu domini cap al sud entre el Maha Oya i el Walawe Ganga, amb tot el districte (disawani) de Matara i la major part dels disawanis de Sabaragamuwa, Quatre Korales i Set Korales, antigament domini directe del regne de Kotte. Per terra les fronteres amb el regne eren marcades pels forts de Sitawaka, Anguruwatota i Katuwana; al nord dominaven tot el regne de Jaffna o Jaffnapatnam, incloent i estenent-se fins a Trincomalee, si bé l'autoritat sobre la regió de Vanni només era reconeguda vagament; el riu Bentara marcava el límit amb els districtes singalesos; la part nord fou assignada al disawa de Hulftsdorp, als afores del fort de Colombo, i els districtes del sud al comandant de Galle, al qual el disawa de Matara estava subordinat; el comandant de Jaffna va agafar preeminència i va ser considerat segon després del governador que vivia a Colombo, i que al seu torn depenia del governador de Batàvia.
El 1661 la companyia va enviar emissaris a Raja Sinha II per establir una factoria per participar del comerç de la canyella, i el rei va rebre aquestes peticions de manera favorable. Els holandesos van enviar forces a Kottiar (que es van haver de retirar a causa de una malaltia) i van planejar fortificar Punta Pedro.

### Conspiració contra Raja Sinha II
El 1664 ambaixadors de Portugal i Anglaterra van visitar al rei de Kandy o Uda Rata (ara rei de Sinhala) per demanar l'alliberament dels presoners europeus que eren gairebé tots anglesos. El rei era a Nilambe i va accedir a alliberar-los i després els va oferir passar al seu servei. Mentre s'estava preparant un complot contra la vida del rei que volia proclamar rei al seu fill; la nit del 21 de desembre (dia en que havien estat alliberats els presoners anglesos) a Nilambe 200 soldats singalesos es van revoltar i van matar a la guàrdia reial; els rebels van ocupar el palau però no es van atrevir a atacar al rei i l'endemà aquest amb els seus fidels i els elefants va poder fugir cap a la plaça forta de Galuda a Hanguranketa a uns 20 km més enllà. Els amotinats, el nombre dels quals havia augmentat força, es va dirigir a Senkadagala, on vivia el príncep i la reina i es van emportar amb ells als anglesos, als quals van intentar atreure sense èxit. Els rebels van declarar deposat a Raja Sinha II, van detenir ambaixadors i ciutadans estrangers; el príncep fou proclamar rei a la seva cambra (si bé el príncep es va mostrar contrari). El 25 de desembre estava planejat atacar Hanguranketa però aquell dia el príncep i la germana del rei van fugir i es van reunir amb el rei; els rebels es van enfonsar, alguns es van començar a enfrontar entre ells i finalment un gran cap es va declarar pel rei i es va apoderar de la capital en el seu nom. El rei va poder recuperar ràpidament el control. La repressió fou sagnant i el riu baixava ple de cadàvers. El príncep va desaparèixer i la seva sort no fou coneguda.

### Temporal millora de relacions
El 1665 el rei va permetre als holandesos establir-se a part del districte de Sabaragamuwa i dels de Tres i Quatre Korales; un fort fou construït a Ruwanella i l'església portuguesa de Sabaragamuga fou fortificada. El setembre de 1665 es va construir un fort a Trincomalee davant el rumor de que els anglesos volien ocupar la plaça. El govern de Batàvia dubtava d'estendre els dominis de la Companyia però el govern local insistia en fortificar Kalpitiya i Negombo i recomanava ocupar Chilaw (que estava en mans del rei). Els holandesos van oferir regals al rei. El novembre de 1665 el rei va enviar una carta als holandesos en la que els va agrair els seus serveis contra els portuguesos. El rei havia prohibit no obstant el comerç amb la Companyia. La selva havia crescut i cobert fins i tot les rutes entre províncies de manera que només quedaven estrets passatges que eren tancats i vigilats per portes amb espines anomenades Kadawatu. El poble estava descontent, la popularitat del rei es va esvair i un complot va intentar enverinar al rei (el complot fou avortat i castigat amb terrible severitat). El rei de Ceilan va enviar emissaris a Madras el 1667 però els holandesos els van interceptar.

### Intervencions exteriors
El 1670 es van concedir alguns drets de desembarcament als anglesos a Colombo i Galle, però a l'octubre van atacar i ocupar el fort d'Arandora. Els holandesos van tancar els ports de Batticaloa, Kottiar i Kalpitiya. El rei va restar inactiu i quan els holandesos li van enviar al ambaixador Hendrik Draak el 1663 el va detenir i va morir i van tardar a enviar una nova ambaixada fins que un militar de nom Henricus van Bystervelt es va atrevir el 1671. Tot i que el rei havia fet front a un nou intent d'enverinament, fou afable amb els holandesos i Bystervelt fou nomenat mohottiar del rei.
Holanda va entrar en guerra amb França (1670). El març 1672 una gran flota francesa comandada per l'Almirall de la Haye, amb qui estava l'inquiet François Carron, va aparèixer a Trincomalee, i es van apoderar d'una illa a l'entrada del port interior. A continuació, es va enviar una ambaixada a la cort singalesa que va ser rebuda per Raja Sinha II, qui va cedir tota la badia dels francesos, amb la qual cosa l'Almirall va ocupar Kottiar que els holandesos havien abandonat. Una flota d'aquests últims va aparèixer en escena, mentre que les tropes del rei es reunien al llarg de la costa. Però una epidèmia va esclatar entre els francesos que van abandonar la zona el 9 de juliol deixant guarnició a Kottiar que no obstant es va haver de rendir als holandesos i amb dificultats va poder escapar a Coromandel. Abans de sortir els francesos van enviar a la cort del rei un ambaixador, el hugonot comte de Lanarolle, que no va tenir un comportament adequat i fou arrestat. Finalment al cap d'uns mesos fou alliberat, perdonat i nomenat mohattala i es va casar amb una singalesa; la seva descendència encara viu a l'illa.

### Guerra oberta contra el regne de Uda Rata
Els holandesos van reforçar algunes guarnicions i hi va haver algunes lluites al sud però Raja Sinha II va romandre aturat fins 1675. L'abril d'aquest any Van Goens va deixar el govern al seu fill Van Goen de Jonge (el Jove) nascut a Batàvia. Només quatre mesos més tard un exèrcit singalès va aparèixer davant el fort de la companyia a Bibilegama, que fou assetjat; van tallar els subministraments i l'aigua i finalment van conquerir el fort i 90 holandesos i 4 canons van quedar a mans del rei. Els singalesos amenaçaven Ruwanella. Els soldats de Clement Magellian, un valent i hàbil soldatenviat al korale de Beligal, van desertar durant un combat i va morir i el seu cos presentat com a trofeu al rei. La seva mort fou una gran pèrdua per la Companyia.
Tennekon, disawa de Set Korales, era prop de Kalpitiya amb els seus homes. Al sud el disawani de Matara estava amenaçat des de Sabaragamuwa. Batticaloa estava en revolta i Aripo, posició clau per la defensa de les pesqueries de perles, estava amenaçada per Kayla Wannia aliat a Tennekon. Les guarnicions holandeses es van retirar corrent dels llocs amenaçats.

### Breu revolta de Ambanwela Rala
Un suposat fill del germà del rei, Wijayapala, príncep de Matale, que havia estat actuant a Set Korales amb el nom de Ambanwela Rala, va perdre el inicial favor reial i es va retirar a Colombo on fou ben rebut pels holandesos que el van mantenir uns anys i davant els fets que ara passaven van decidir utilitzar-lo. Emissaris foren enviats a Set Korales per provocar un moviment al seu favor i distreure l'atenció del rei. El governador de Batàvia va enviar un ultimàtum al rei per evacuar tots els districtes ocupats, alliberar els holandesos capturats i tornar a l'aliança amb Holanda. Un ambaixador fou enviat a la cort i també Tennekon va entrar en correspondència secreta amb els holandesos i el 30 d'octubre de 1673 va desertat cap a Colombo amb la seva família i 300 dels seus homes; però un mes després Ambanwela Rala va canviar de bàndol i es va passar al rei.

### Govern de Pyl
El juliol de 1678 va acabar el conflicte amb França amb el tractat de Nimega. A finals de 1680 Van Goens de Jonge (de 37 anys) va cedir el govern a Laurens Pyl, el comandant de Jaffnapatam, i va marxar a l'Índia. La negativa holandesa a entregar Colombo a Raja Sinha II impedia la pau permanent amb els singalesos. Els holandesos van decidir ocupar Allauwa i Arandora i tot el país baix, mentre era atacada Chilaw per mar. Tennekon tenia part destacada en això junt amb un altre renegat, Punchi Appuhami de Wikeliya, que havia estat nomenat disawa de Ruhuna i de part de Matara.
Quan forces singaleses van retornar a les zones de frontera les guarnicions avançades es van retirar altre cop i els forts de Hanwella i Kalutara reforçats. Els singalesos van prendre possessió d'alguns korales. Pyl va adoptar una actitud conciliadora i va comunicar al rei que la Companyia havia actuat malament retenint Colombo i que tota l'illa pertanyia al rei i els holandesos només estaven allí per assistir al rei i es considerava governador de Colombo en nom del rei. Això va portar a un alliberament de presoners holandesos per part del rei que foren conduïts a Colombo per l' adigar reial, Aswala Rala. Mentre Hendrik Adriaan Van Rheede havia estat nomenat Alt Comissionat per les Índies i Pyl va anar a entrevistar-se amb ell a Nagapatnam. Van Rheede venia decidit a fer concessions i a l'agost Pyl va oferir als ambaixadors del rei restaurar tot el territori ocupat des de 1665; els ambaixadors van declarar no estar autoritzats pel rei per acceptar o rebutjar.

### Mort de Raja Sinha II
El rei mentre veia arribar la seva fi i es va reunir amb els seus ministres a Hanguranketa, i els va presentar un fill que havia mantingut en secret, de nom Mahastana, al que va declarar el seu hereu; tot i la incredulitat dels ministres, li van haver de jurar fidelitat. El rei va morir el 25 de novembre de 1687; el 10 de desembre següent ambaixadors reials van arribar a Colombo per anunciar la successió de Mahastana al tron amb el nom de Vimaladharmasurya II.